# Los prófugos de Parga
Los prófugos de Parga (en italiano, I profughi di Parga) es un cuadro del pintor italiano Francesco Hayez realizado en óleo sobre lienzo en 1831. Sus dimensiones son de 201 × 290 cm.
Con este cuadro monumental, Hayez, pretende elevar al nivel de pintura admonitoria el destino de los prófugos o refugiados de la ciudad de Parga, cedida por los ingleses al imperio Otomano en el año 1818, así como implicar en la escena al espectador, elevando a la categoría de denuncia intemporal el exilio y el destierro.
Se expone en la Pinacoteca Tosio Martinengo, Brescia.